# Vienne-en-Bessin
Vienne-en-Bessin – miejscowość i gmina we Francji, w regionie Normandia, w departamencie Calvados.
Według danych na rok 1990 gminę zamieszkiwało 198 osób, a gęstość zaludnienia wynosiła 48 osób/km² (wśród 1815 gmin Dolnej Normandii Vienne-en-Bessin plasuje się na 688. miejscu pod względem liczby ludności, natomiast pod względem powierzchni na miejscu 956.).